# Гарда де Сус (Алба)
Гарда де Сус (рум. Gârda de Sus) насеље је у Румунији у округу Алба у општини Гарда де Сус. Општина се налази на надморској висини од 849 m.

## Становништво
Према подацима из 2002. године у насељу је живело 1865 становника, од којих су сви румунске националности.

### Хронологија
| Година       | 1992 | 1993 | 1994 | 1995 | 1996 | 1997 | 1998 | 1999 | 2000 | 2001 | 2002 | 2003 | 2004 | 2005 | 2006 | 2007 | 2008 | 2009 | 2010 | 2011 | 2012 | 2013 | 2014 | 2015 | 2016 | 2017 |
| ------------ | ---- | ---- | ---- | ---- | ---- | ---- | ---- | ---- | ---- | ---- | ---- | ---- | ---- | ---- | ---- | ---- | ---- | ---- | ---- | ---- | ---- | ---- | ---- | ---- | ---- | ---- |
| Становништво | 2344 | 2295 | 2265 | 2226 | 2174 | 2131 | 2096 | 2066 | 2035 | 2013 | 2000 | 1981 | 1956 | 1920 | 1916 | 1875 | 1848 | 1834 | 1807 | 1785 | 1771 | 1752 | 1718 | 1700 | 1688 | 1664 |